# 苏哇龙乡
苏哇龙乡，是中华人民共和国四川省甘孜藏族自治州巴塘县下辖的一个乡镇级行政单位。

## 行政区划
苏哇龙乡下辖以下地区：
苏哇龙村、绒岔绒村、王大龙村、南戈村、岗达村、归哇村、呷顶村和贡巴村。